# Гриффитс, Сесил
Се́сил Ре́дверс Гри́ффитс (англ. Cecil Redvers Griffiths; 18 февраля 1900, Нит — 11 апреля 1945, Лондон) — британский валлийский легкоатлет, специалист по бегу на короткие и средние дистанции. Выступал на соревнованиях в период 1918—1929 годов, чемпион летних Олимпийских игр в Антверпене в программе эстафеты 4 × 400 м.

## Биография
Сесил Гриффитс родился 18 февраля 1900 года в городе Нит округа Нит-Порт-Толбот, Уэльс. Во время Первой мировой войны работал в депо Большой западной железной дороги, в возрасте восемнадцати лет добровольцем записался в армию, но вскоре война закончилась, и поучаствовать в боевых действиях он не успел.
Находясь в армии, проявил себя хорошим бегуном, в частности в 1918 году выиграл забег на 440 ярдов на стадионе «Стэмфорд Бридж». По окончании войны присоединился к легкоатлетическому клубу графства Суррей и в 1919 году впервые выступил на чемпионате Великобритании по лёгкой атлетике, где на 440 ярдах финишировал третьим.
Год спустя на аналогичных соревнованиях вновь стал третьим в той же дисциплине и благодаря череде удачных выступлений удостоился права защищать честь страны на летних Олимпийских играх в Антверпене — в составе команды, куда также вошли Джон Эйнсуорт-Дэвис, Роберт Линдси и Гай Батлер, бежал стартовый этап эстафеты 4 × 400 м и завоевал в этой дисциплине золотую медаль — британцы обогнали всех своих соперников. Также планировалось его выступление в личном зачёте на 400 метрах, однако из-за начавшейся болезни он не смог выйти на старт, и вместо него эту дистанцию пробежал Эйнсуорт-Дэвис.
После антверпенской Олимпиады Гриффитс продолжил активно выступать в различных соревнованиях, вместе с командой Британской империи установил рекорд страны в эстафете 4 × 440 ярдов, стал рекордсменом Уэльса в беге на 220 и 440 ярдов. В 1922 году решил соревноваться на дистанции 880 ярдов и сразу же установил в этой дисциплине рекорд Уэльса. В 1923 и 1925 годах побеждал на чемпионатах Великобритании в беге на 880 ярдов.
Рассматривался в числе кандидатов на участие в Олимпийских играх в Париже, однако в 1924 году был дисквалифицирован Международной ассоциацией легкоатлетических федераций и Любительской легкоатлетической ассоциацией Англии, так как выяснилось, что ранее он получал денежные призы на двух неучтённых коммерческих забегах (общая сумма вознаграждения не превышала £10). Получив статус профессионала, он мог выступать на домашних соревнованиях, но вход на международную арену отныне для него был закрыт, в том числе его участие в Олимпийских играх оказалось невозможным.
Оставался действующим спортсменом вплоть до 1929 года. Во время Великой депрессии лишился работы и вынужден был продать все свои спортивные трофеи. Позже всё же нашёл работу в офисе угольного склада в Лондоне. С началом Второй мировой войны присоединился к местному ополчению. Был женат, имел двоих сыновей.
Умер 11 апреля 1945 года на Железнодорожной станции Эджвара в результате отказа сердца.